# Scheidenvorhof

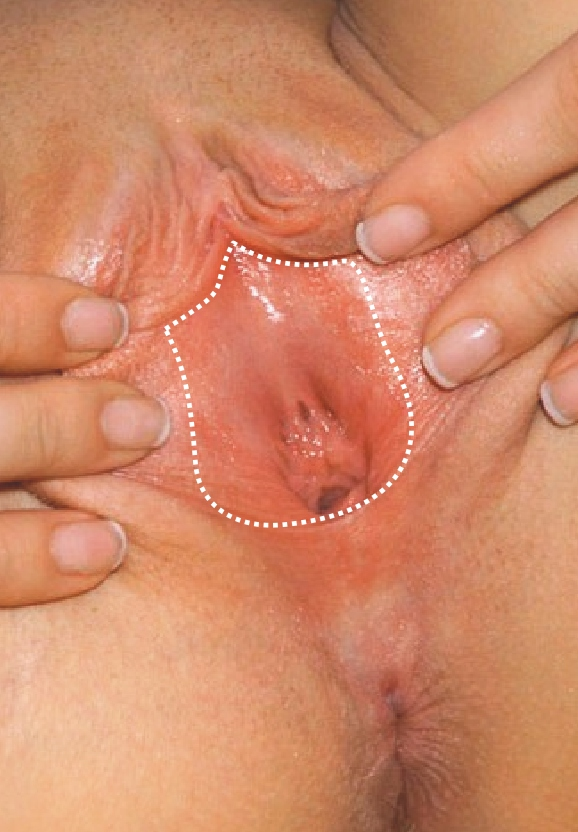
Vulva der Frau (die sogenannte Hartsche Linie im Scheidenvorhof wird durch eine gepunktete, weiße Linie markiert)

Der Scheidenvorhof (lateinisch Vestibulum vaginae) ist in der Anatomie des Menschen der Teil der Vulva, der zwischen den kleinen Schamlippen liegt.  Neben der Mündungsöffnung der Harnröhre (Meatus urethrae externus) münden hier die Paraurethraldrüsen (auch Skene-Drüsen genannt), sie sondern im Rahmen der sogenannten weiblichen Ejakulation ein dünnflüssiges Sekret ab. An dieser Grenze liegt auch das Hymen (Jungfernhäutchen).
In der Tieranatomie wird der Bereich zwischen Vulva und Scheideneingang als Scheidenvorhof bezeichnet. Die Grenze zwischen Scheide und Scheidenvorhof ist durch die Mündung der Harnröhre definiert.

## Scheidenvorhof der Frau

### Anatomie

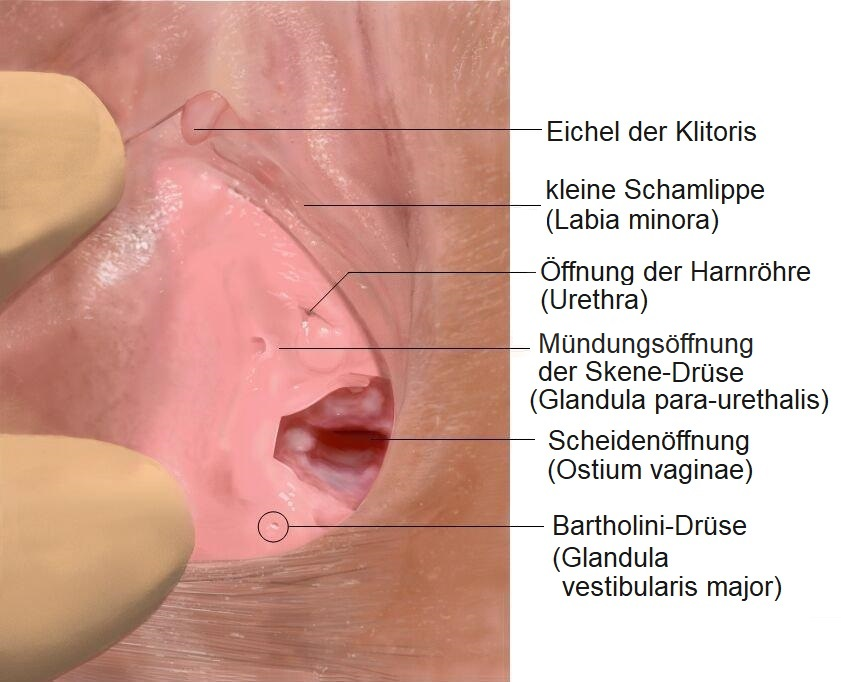
Der Scheidenvorhof mit den entsprechenden „Mündungsstellen“ für die Vagina (Ostium vaginae), Urethra (Meatus urethrae externus) und Skene-Drüsen (Paraurethraldrüse)

Um den Scheidenvorhof (Ostium vaginae oder Vestibulum vaginae) beziehungsweise Scheideneingang (Introitus vaginae) sind Drüsen lokalisiert, die die Befeuchtung der Vagina gewährleisten, da Letztere selbst drüsenlos ist:
- Bartholinsche Drüse (Glandula vestibularis major)
- Paraurethraldrüse (Glandula paraurethralis, „Prostata feminina“)
- kleine Vorhofsdrüsen (Glandulae vestibulares minores)

Neben der glatten Muskulatur der Vorhofswand sorgt quergestreifte Muskulatur (Musculus constrictor vestibuli) für den Verschluss des Scheidenvorhofs. Zudem ist bei einigen Spezies (Mensch, Hund, Pferd) in der seitlichen Vorhofswand ein spezielles Schwellgewebe (Bulbus vestibuli) ausgebildet, das dem Harnröhrenschwellkörper (Corpus spongiosum penis) männlicher Individuen entspricht.
Unter dem Scheidenvorhof (Vestibulum vaginae) versteht man den Teil der Vulva, der zwischen den kleinen Schamlippen und dem Scheideneingang liegt. In das Vestibulum münden die Urethralöffnung umgeben von den akzessorischen Geschlechtsdrüsen, wie etwa den Ausführungsgängen der Paraurethraldrüsen (Skene-Drüsen), die kleinen Vorhofsdrüsen (Glandulae vestibulares minores) sowie die Ausfuhrgänge der beiden großen Bartholindrüsen. Histologisch ist es die Zone des Übergangs vom verhornten mehrschichtigen Epithel der kleinen Schamlippen hin zum nichtverhornten Epithel des Scheideneingangs und der Vagina (Mukosa). Die Urethralöffnung ihrerseits mündet mit dem Ostium urethrae externum unmittelbar vor bzw. über dem Scheideneingang, Introitus vaginae, in den Scheidenvorhof (Vestibulum vaginae) und wölbt sich dabei an der vorderen Runzelsäule der Vagina (Columna rugarum anterior) etwas vor, man nennt diesen wulst- oder spornartigen Vorsprung Carina urethralis vaginae. Während dabei das unverhornte Plattenepithel in der Vagina kräftig ausgebildet ist, ist das unverhornte Plattenepithel im Vestibulum vaginae sehr empfindlich (sublim) und mit vielen sensiblen Nerven und Mechanorezeptoren versehen. Dadurch ist diese Region für die sexuelle Stimulation und die sexuelle Erregung gut zugänglich.
Das Vestibulum vaginae wird nach innen hin, also nach medial, vom äußeren Anteil des Hymenalrings begrenzt; nach unten, also Richtung Anus und seitlich, lateral von der sogenannten Hart-Linie oder Hartschen Linie. Sie ist makroskopisch nicht sichtbar. Sie stellt den lateralen Rand des Vestibulum vaginae dar und beschreibt (histologisch) den Übergang vom nicht-verhornten Plattenepithel zum gering verhornten Epithel. Sie führt die Grenze auf zwischen „Innen-“ und „Außenwelt“ (Endoderm und Ektoderm).
Der Musculus constrictor cunni ermöglicht die willkürliche Verengung des Scheidenvorhofs.

### Erkrankungen
Entzündungen des Scheidenvorhofs treten vor allem zusammen mit einer Erkrankung der Scheide (Vulvovaginitis) auf. Differentialdiagnostisch ist hier auch an eine Fistula rectovestibularis zu denken (Mastdarm-Scheidenvorhof-Fistel), kongenital als Atresia ani cum fistula vestibulari mit der Mündung meist vor der hinteren Kommissur der großen Schamlippen (Labia maiora pudendi).

## Scheidenvorhof bei anderen Säugetieren
In der Tieranatomie wird der Scheidenschließmuskel Musculus constrictor vestibuli genannt. Die Tüpfelhyäne hat weder Scheidenvorhof noch Schamlippen, bei ihr vereinigen sich Vagina und Harnröhre – ähnlich wie bei männlichen Tieren – zum innerhalb der verlängerten Klitoris verlaufenden Urogenitalkanal.
Die Junghundvaginitis ist eine recht häufige Erkrankung bei Haushunden vor der ersten Läufigkeit. Sie ist normalerweise auf den Scheidenvorhof begrenzt.